# Anacamptodon latidens
Anacamptodon latidens är en bladmossart som beskrevs av Brotherus 1907. Anacamptodon latidens ingår i släktet Anacamptodon och familjen Fabroniaceae. Inga underarter finns listade i Catalogue of Life.